# Blockberry Creative
Blockberry Creative (hangul: 블록베리크리에이티브) é uma gravadora sul-coreana formada em 2015. Atualmente fazendo parte do grupo Ilkwang.
A empresa atualmente não possui nenhum artista.

## História

### O projeto LOONA (2016–2021)
Em 2 de outubro de 2016, a Blockberry Creative estabeleceu-se como uma empresa para o público pela primeira vez através da proeminente plataforma on-line sul-coreana Naver e anunciou o projeto de pré-estreia de LOONA, onde era esperado que ocorresse por 18 meses, permitindo uma integrante a ser revelada a cada mês com um single de pré-estreia, enquanto também formando sub-unidades de pré-estreia, como 1/3, Odd Eye Circle e YYXY.

### Saída de integrantes do LOONA (2022-presente)
Em fevereiro de 2022, Sun-ye assinou com a empresa para gerenciar sua carreira como solista.
Em 16 de março de 2022, BlockBerry Creative anunciou seu primeiro projeto para a criação de um grupo masculino, Boy of the Month.
Em 25 de novembro de 2022, a empresa anunciou a expulsão e remoção da integrante Chuu do grupo LOONA, afirmando que a mesma havia praticado abuso de poder contra funcionários da empresa.
Em 28 de novembro de 2022, após a expulsão da integrante Chuu, foi relatado que as integrantes HeeJin, HaSeul, YeoJin, Kim Lip, JinSoul, Choerry, Yves, Go Won e Olivia Hye do grupo LOONA haviam entrado com processos para terminar seus contratos com a BlockBerry Creative
Em 13 de janeiro de 2023, foi relatado que as artistas HeeJin, Kim Lip, JinSoul e Choerry tiveram seus contratos terminados com a empresa após vencerem os processos de terminação de contrato.
Em 1 de fevereiro de 2023, Blockberry Creative confirmou que enviou uma petição para os órgãos sul-coreanos reguladores da indústria do entretenimento para banir qualquer atividade da ex-artista Chuu no entretenimento sul-coreano, confirmando também os planos de enviar petições semelhantes para banir as atividades das ex-artistas HeeJin, Kim Lip, JinSoul e Choerry.
Em 3 de fevereiro de 2023, foi relatado que as integrantes Hyunjin e ViVi do grupo LOONA entraram com processos para terminar seus contratos com a empresa. Em 9 de maio de 2023 foi informado que Hyunjin e ViVi do grupo LOONA tiveram seus contratos encerrados com a empresa. Em 16 de junho HaSeul, YeoJin, Yves, Go Won e Olivia Hye tiveram seus contratos encerrados com a empresa.
Em 29 de junho de 2023, foi relatado que Sun-ye não havia renovado seu contrato com a empresa após sua expiração.

## Ex-artistas
| Entrada | Artista    | Grupo | Saída |
| ------- | ---------- | ----- | ----- |
| 2016    | HeeJin     | LOONA | 2023  |
| 2016    | Hyunjin    | LOONA | 2023  |
| 2016    | HaSeul     | LOONA | 2023  |
| 2016    | YeoJin     | LOONA | 2023  |
| 2017    | ViVi       | LOONA | 2023  |
| 2017    | Kim Lip    | LOONA | 2023  |
| 2017    | JinSoul    | LOONA | 2023  |
| 2017    | Choerry    | LOONA | 2023  |
| 2017    | Yves       | LOONA | 2023  |
| 2017    | Chuu       | LOONA | 2022  |
| 2018    | Go Won     | LOONA | 2023  |
| 2018    | Olivia Hye | LOONA | 2023  |
| 2022    | Sun-ye     |       | 2023  |

## Trainees notáveis
| Nome          | Ocupação temporária                                        | Nota                                      |
| ------------- | ---------------------------------------------------------- | ----------------------------------------- |
| Choi Ye Young | Participante do survival show sul-coreano Girls Planet 999 | Integrante do futuro grupo feminino Bebez |
| Ryu Sion      | Participante do survival show sul-coreano Girls Planet 999 | Integrante do futuro grupo feminino Bebez |